# Rafael Spínola
Pour les articles homonymes, voir Spinola.
Rafael Spínola, né en 1866 et mort le 4 octobre 1901 à Guatemala, est un écrivain, journaliste et homme politique guatemaltèque. Directeur du magazine La Ilustración Guatemalteca de 1896 à 1897, il est secrétaire aux Infrastructures dans le premier mandat du gouvernement de Manuel Estrada Cabrera. Il est le créateur des Fiestas Minervalias qui célèbre la jeunesse studieuse, ainsi que le règne du président Estrada Cabreba. Spínola est aussi un signataire du traité permettant à la compagnie américaine The Central American Improvement Co. Inc. de compléter le chemin de fer du Nord qui avait été laissé inachevé après l'assassinat du président José María Reina Barrios en février 1898 et qui permettra à la United Fruit Company d'exploiter ses plantations de fruits au Guatemala. Il est le père de la poétesse guatémaltèque Magdalena Spínola (1896-1991).

## Biographie

### Ancêtres
Le lieutenant de cavalerie José María Espínola Baeza y Bravo arrive au Guatemala en juin 1822 responsable de six cents hommes de l'armée mexicaine sous le commandement de Vicente Filísola. Après le retour de Filísola au Mexique l'année suivante, le colonel Espínola reste au Guatemala après sa rencontre avec  Mariana del Águila Escobar. Le couple a trois enfants, José Vicente, Guadalupe and Mercedes Spínola del Águila. Au Guatemala, il change son nom d'Espínola pour Espínola.
Rafael Spínola est le fils de José Vicente Spínola del Águila et d'Isabel Orellana Corzo, elle-même petite-fille du docteur vénézuelien Narciso Esparragoza y Gallardo qui gradue de l'Université de San Carlos en 1794 et devient docteur d'anatomie par décret royal du roi Charles IV.

### Éducation
Spínola est diplômé de l'école secondaire Instituto Nacional Central para Varones où il étudie avec le pionnier guatémaltèque de la photographie Alberto G. Valdeavellano. Durant ces années, il est reconnu comme rigolant en classe, ainsi que faisant preuve d'une curiosité et d'une vivacité.
En 1885, après la mort du général et président Justo Rufino Barrios à Chalchuapa, le colonel nicaraguayen de l'armée guatémaltèque Rigoberto Cabezas commence à publie le El Pueblo. Le journal se veut un organe de propagande d'opposition au général et président intérimaire Manuel Barillas. Spínola entame alors une carrière de journaliste entre autres en s'opposant à la modification de la constitution pour permettre la candidature de Barillas à la présidence alors qu'il exerce l'intérim. Éventuellement, Cabeza est expulsé du Guatemala après seulement trois tirages du El Pueblo et Barillas parvient à se faire élire pour un mandat de 1886 à 1892.
Suivant l'exil de Cabeza, Spínola s'échappe du Guatemala pour se rendre au Mexique où il exerce plusieurs métiers pour survivre. Sur place, il fait la rencontre de bon nombre de personnalités dont l'écrivain Frederico Gamboa qui raconte l'épreuve subie par Spínola dans ses mémoires. Parmi les emplois exercés, il est également fonctionnaire municipal pour la ville d'Orizaba dans le Veracruz.
De retour au Guatemala, il entame des études en médecine à l'Université nationale, mais se réoriente vers la littérature et le journalisme. En 1893, il est député à l'Assemblée nationale et simultanément professeur de philosophie à l'Institut nationale. Par la suite, il sera l'un des principaux représentants du gouvernement du général José María Reina Barrios. Parmi les fameux discours de Spínola figure celui donné à l'Assemblée nationale à l'occasion du 72e anniversaire de l'indépendance de l'Amérique centrale et un autre, ainsi qu'un autre lors du transfert de la dépouilles de Miguel García Granados vers le nouveau Cimetière de Guatemala le 30 juin 1894 et celui prononcé au Niaragua qui célébrait l'expulsion de William Walker en 1895.
Spínola marie Florencia Strecker Frías, une mexicaine descendante de Lope Ruiz de Esparza (en) de la noblesse basque de Pampelune.

### La Ilustración Guatemalteca

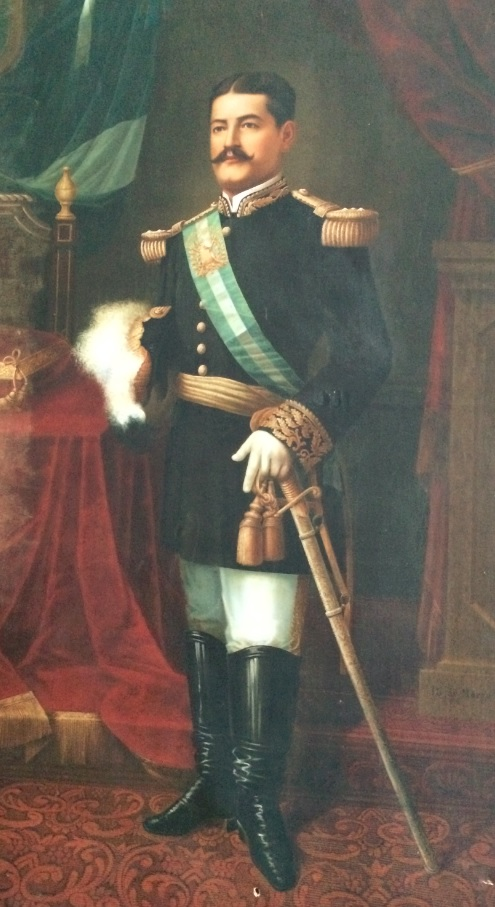
Jose Maria Reyna Barrios (1854-1898), président du Guatemala de 1892 jusqu'à son assassinat.

De 1897 à 1898, Spínola est le rédacteur en chef du magazine La Ilustración Guatemalteca qui est publié sur une base bihebdomadaire. Bien que le magazine ne soit publié que jusqu'en 1898, il représente un témoin important de la situation économique et politique au Guatemala durant les dernières années au pouvoir du général José María Reina Barrios. La Ilustración Guatemalteca incluait également plusieurs articles sur l'Exposición Centroamericana de 1897, pour laquelle Spínola prononce le discours inaugural, la démarcation de la frontière internationale avec le Mexique, la crise économique qui secoue le pays pendant et après l'exposition, ainsi que les révoltes septembre 1897 résultant d'une situation sociale qui conduit à l'assassinat du président Reina Barrios en février 1898.

### Exposición Centroamericana

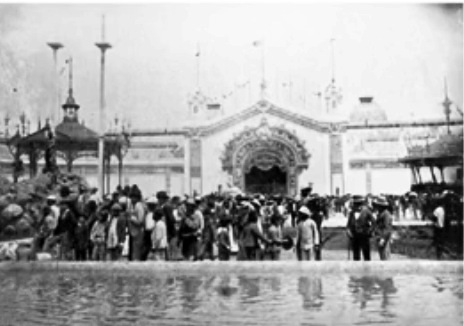
Place centrale de l'Exposición Centroamericana de 1897.

En tant que directeur de La Ilustración Guatemalteca et orateur professionnel, Spínola est amené à prononcer le discours inaugural de l'exposition le 15 mars 1897. Son discours donne alors une idée complète des efforts déployés par le gouvernement guatémaltèque sous les ordres et l'espoir de Reina Barrios que l'évènement soit couronné de succès. Par son discours, Spínola accueille les nations d'Amérique centrale qui participent à l'évènement, ainsi que les autres pays venus présenter leurs produits et services.
Par la suite, il explique que l'évènement avait un but socio-économique avec la volonté de résoudre l'un des problèmes majeures du Guatemala qui était le manque de civilisation de la population. Conscient que l'exposition elle-même n'allait pas résoudre un problème aussi complexe, il considère tout de même que l'évènement permet d'être un point de départ afin d'y parvenir. Également, il explique que l'évènement n'avait pas vocation à permettre un quelconque profit au gouvernement, mais qu'il devait permettre de faire la démonstration aux visiteurs étrangers des capacités des nations centraméricaines en matière de services et d'industries.
Finalement, Spínola déclare à l'audience que le but politique de l'évènement était de mener à la pacification et l'unification des républiques composant l'Amérique centrale.

### Présidence Estrada Cabrera

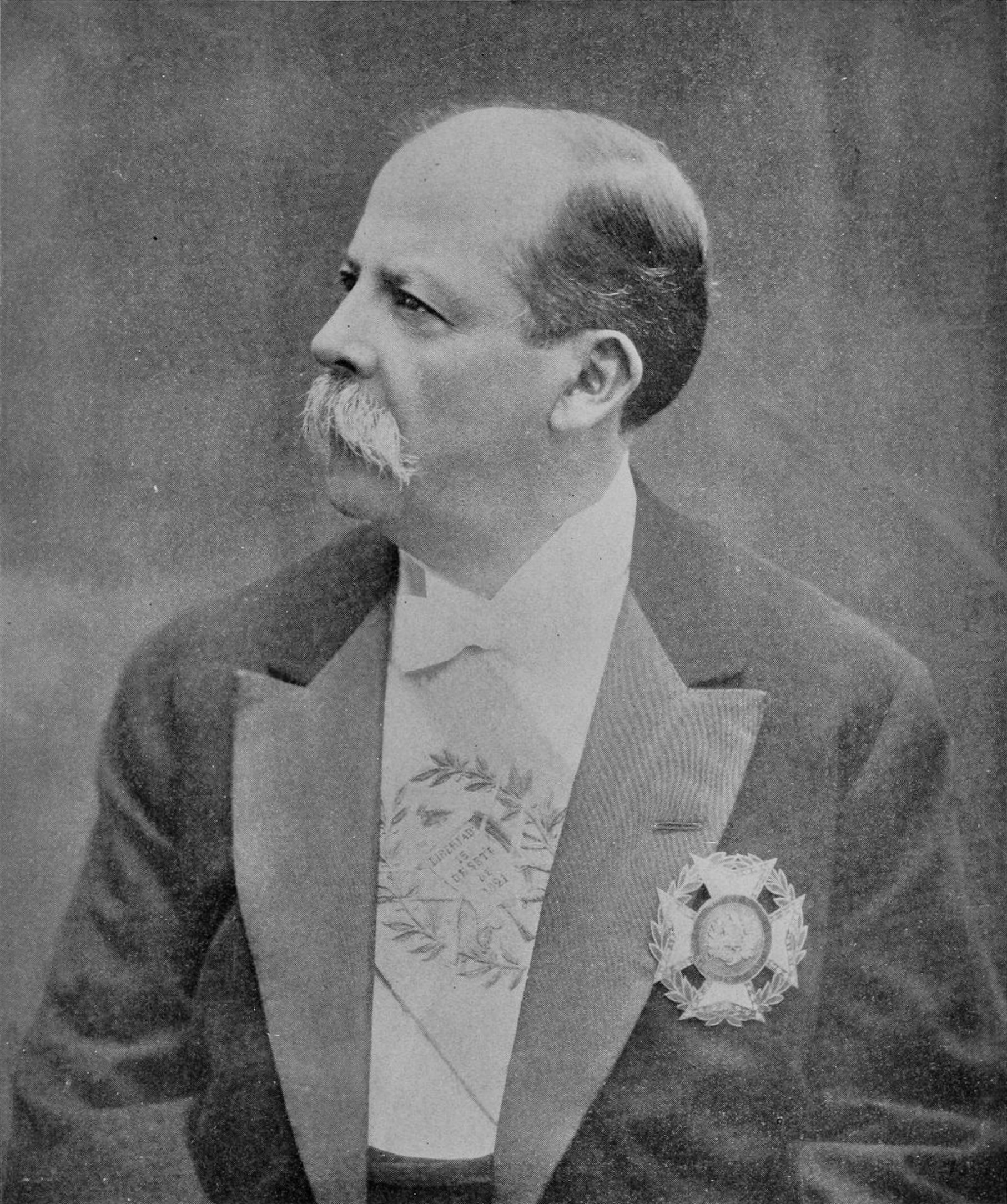
Manuel Estrada Cabrera (1857-1924), président du Guatemala de 1898 à 1920.

Après l'assassinat de Reina Barrios en février 1898, Spínola quitte La Ilustración pour La Idea Liberal où il travaille pour la campagne à la présidence de Manuel Estrada Cabrera. Alors président intérimaire, Cabrera s'était imposé comme successeur de Reina Barrios et nouvel homme fort du pays. En retour de ses services, Cabrera nomme Spínola en tant que second secrétaire aux Infrastructures le 2 octobre 1898.
En janvier 1899, Frederico Gamboa arrive au Guatemala en tant qu'ambassadeur du Mexique et immédiatement se met à la recherche de Spínola. Dans ses mémoires, Gamboa écrit que Spínola avait gardé son air juvénile et désinvolte avec un habillement noir ou sombre. Au même moment, il était un ami inséparable du poète et diplomate cubain José Joaquín Palma qui était responsable du consulat de Cuba au Guatemala et devient professeur à l'Instituto Nacional et ensuite directeur de la Bibliothèque nationale.
Lorsque Estrada Cabrera débute son premier mandat le 15 mars 1899, il nomme Spínola au poste de secrétaire aux Infrastructures. À ce poste, il met en branle l'idée de célébrer les Fiestas Minervalias avec la volonté de promouvoir l'éducation et d'être un évènement de propagande pour le régime. À ce poste, il rédige et signe le traité permettant à une compagnie américaine d'obtenir la concession du chemin de fer du Nord pendant 99 ans, ce qui devient l'un des nombreux contrats néfastes au Guatemala et menant à la prise de contrôle éventuel du pays par la United Fruit Company.

### Première Fiestas Minervalias

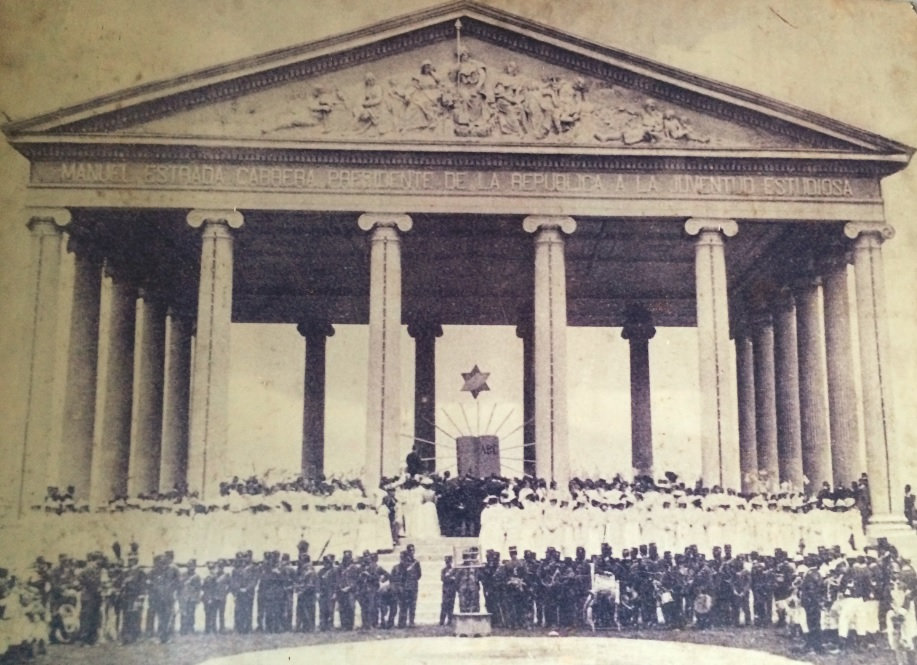
Temple de Minerve de la capitale Guatemala en 1905, pendant la Fiestas Minveralias.

Par le décret 604 du 29 octobre 1899, écrit par Estrada Cabrera lui-même, est organisée la célébration de la Fiestas Minervalias afin de faire des célébrations le dernier dimanche d'octobre chaque année. À travers les années, les célébrations consistaient en des parades d'enfants et de militaires, d'exercices militaires et de cérémonies de remise de prix dans un temple dédié à Minerve. Après les discours officiels et les cérémonies, un repas remis par des femmes de l'élite est suivi de danse pour adultes et par une fête.
En 1900, Spínola  publie la première édition de Moral razonada y lecturas escogidas (Morale raisonnée et lectures choisies). Son livre à propos de la moralité et les bonnes manières reçoit un très bon accueil et une seconde édition est publiée en 1928, ainsi qu'une troisième en 1961. L'idée de publier ce livre par Spínola provient de discussion entre l'écrivain nicaraguayen Juan M. Mendoza et des employés de La Idea Liberal dont Enrique Gómez Carrillo, Ramón A. Salazar, Máximo Soto Hall (en) et d'autres intellectuels guatémaltèques.

## Mort

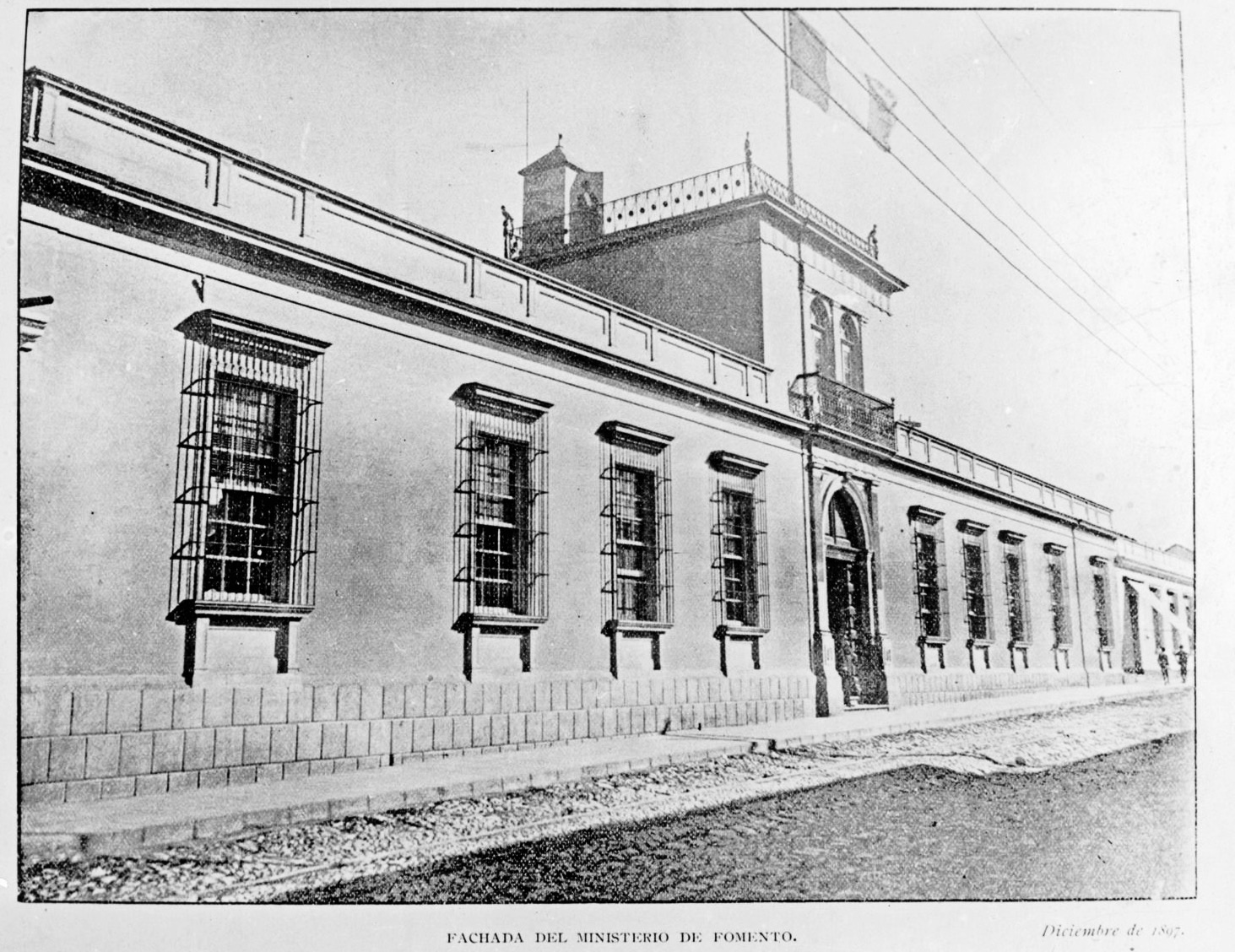
Secrétariat aux Infrastructure à Guatemala, où la dépouille de Spinola prend place en 1901.

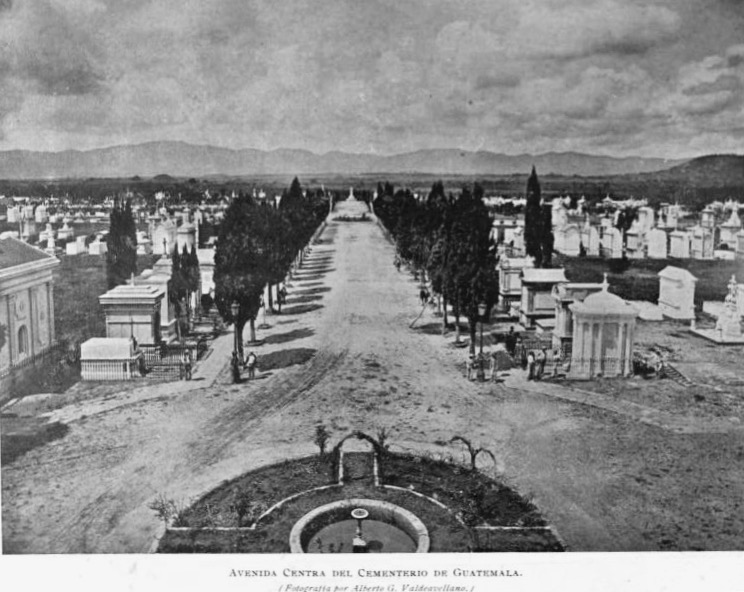
Vue sur le cimetière de Guatemala en 1901.

Spínola meurt le 4 octobre 1901 à l'âge de 45 ans et n'a alors pas la possibilité de voir ce que les Fiestas Minervalias deviennent, ni les pouvoirs et l'influence importante que finit par avoir la United Fruit Company sur politique du pays via sa filiale International Railways of Central America.
La dépouille de Spínola prend place dans le ministère dont il avait la charge et une cérémonie présidée par le président Estrada Cabrera avec pour public des ministres, des représentants nationaux et des diplomates. Après la cérémonie, la dépouille se dirige vers le cimetière de Guatemala où un discours officiel est prononcé dans l'inhumation.
Avec la mort de Spínola et le décès de sa conjointe l'année précédente, les filles du couple sont séparées. Magdalena est envoyée chez ses grands-parents maternels, alors que Stella va chez ses grands-parents paternels. Le voisin de Madgalena se trouve à être le futur prix Nobel de littérature Miguel Ángel Asturias et qui deviendra un ami d'enfance. Asturias lui dédiera son premier livre.